# Мобілеманія
Мобілеманія — синдром психологічної залежності від стільникових телефонів, тісно пов'язаний з іншими цифровими залежностями, як-то залежність від соціальних мереж. Виявляється у психологічних відхиленнях окремих користувачів мобільних телефонів, пов'язаних з припиненням спілкування у мережі мобільного зв'язку. Можуть включати занепокоєння відсутністю мобільного зв'язку, зайві гроші або час, витрачені на мобільні телефони, їх використання у соціально чи фізично неприйнятних ситуаціях, таких як водіння автомобіля.